# Héctor Silva (football, 1940-2015)
Pour les articles homonymes, voir Héctor Silva et Silva.
Carlos Héctor Silva (né le 1er février 1940 à Montevideo en Uruguay, et mort le 30 août 2015) est un joueur de football international uruguayen, qui évoluait au poste d'attaquant.

## Biographie

### Carrière en club
Avec le Club Nacional, il remporte quatre championnats d'Uruguay et gagne trois titres internationaux : une Copa Libertadores, une Coupe intercontinentale et une Supercoupe intercontinentale.
Avec l'équipe de Palmeiras, il remporte la deuxième édition du championnat du Brésil.

### Carrière en sélection
Avec l'équipe d'Uruguay, il joue 29 matchs (pour 7 buts inscrits) entre 1961 et 1969. 
Il figure dans le groupe des sélectionnés lors des Coupes du monde de 1962 et de 1966. Lors du mondial 1962 organisé au Chili, il ne joue aucun match. En revanche lors du mondial 1966 qui se déroule en Angleterre, il dispute deux matchs : contre le pays organisateur et contre l'Allemagne.

## Palmarès
| Danubio - Championnat d'Uruguay D2 (1) : - Champion : 1960.                                                                                    |  | Club Nacional \| - Championnat d'Uruguay (4) : - Champion : 1964, 1965, 1967 et 1968. - Copa Libertadores (1) : - Vainqueur : 1966. - Finaliste : 1965 et 1970. \| \| - Coupe intercontinentale (1) : - Vainqueur : 1966. - Supercoupe intercontinentale (1) : - Vainqueur : 1969. \| |
| - Championnat d'Uruguay (4) : - Champion : 1964, 1965, 1967 et 1968. - Copa Libertadores (1) : - Vainqueur : 1966. - Finaliste : 1965 et 1970. |  | - Coupe intercontinentale (1) : - Vainqueur : 1966. - Supercoupe intercontinentale (1) : - Vainqueur : 1969. |

| Palmeiras - Championnat du Brésil (1) : - Champion : 1972. - Championnat de São Paulo (1) : - Champion : 1972. |  | Portuguesa - Championnat de São Paulo (1) : - Champion : 1973. |